# Mount Carmel (Tennessee)
Mount Carmel és una població dels Estats Units a l'estat de Tennessee. Segons el cens del 2005 tenia 5.500 habitants.

## Demografia
Segons el cens del 2000, Mount Carmel tenia 4.795 habitants, 1.935 habitatges, i 1.499 famílies. La densitat de població era de 270,7 habitants/km².
Dels 1.935 habitatges en un 31,9% hi vivien nens de menys de 18 anys, en un 67,1% hi vivien parelles casades, en un 8,2% dones solteres, i en un 22,5% no eren unitats familiars. En el 20,3% dels habitatges hi vivien persones soles el 8,2% de les quals corresponia a persones de 65 anys o més que vivien soles. El nombre mitjà de persones vivint en cada habitatge era de 2,48 i el nombre mitjà de persones que vivien en cada família era de 2,84.
Per edats la població es repartia de la següent manera: un 22,2% tenia menys de 18 anys, un 6,7% entre 18 i 24, un 30,7% entre 25 i 44, un 28,4% de 45 a 60 i un 12% 65 anys o més.
L'edat mediana era de 38 anys. Per cada 100 dones de 18 o més anys hi havia 94,1 homes.
La renda mediana per habitatge era de 36.599$ i la renda mediana per família de 43.604$. Els homes tenien una renda mediana de 34.844$ mentre que les dones 24.340$. La renda per capita de la població era de 16.702$. Entorn del 5,5% de les famílies i el 9,4% de la població estaven per davall del llindar de pobresa.

## Poblacions més properes
El següent diagrama mostra les poblacions més properes.